# Generals
Generals — второй студийный альбом американской инди-поп-группы The Mynabirds. Он был выпущен лейблом Saddle Creek Records 5 июня 2012 года и спродюсирован Ричардом Свифтом. Название альбома было вдохновлено фотографией Ричарда Аведона «Генералы дочерей американской революции».

## Отзывы
| Совокупная оценка    | Совокупная оценка |
| Источник             | Оценка            |
| -------------------- | ----------------- |
| Metacritic           | 79/100            |
| Оценки критиков      |                   |
| Источник             | Оценка            |
| AllMusic             | [ 4 ]             |
| CMJ                  | [ 5 ]             |
| Paste                | [ 6 ]             |
| Pitchfork            | [ 2 ]             |
| Consequence of Sound | [ 1 ]             |

Альбом Generals получил положительные отзывы критиков. На сайте Metacritic, который присваивает средневзвешенную оценку из 100 баллов рецензиям мейнстримных изданий, этот релиз получил средний балл 79, основанный на нескольких рецензиях, что свидетельствует о «в целом благоприятных отзывах».
Эрик Харви, написавший рецензию для Pitchfork, похвалил альбом как «стилистически разнообразную коллекцию открытой, политически ангажированной поп-музыки», добавив, что Бурхенн удаётся «воплотить [её] глубоко политические убеждения в хорошие мелодии». В такой же положительной рецензии для Consequence of Sound Тони Харди также комментирует политическую природу текстов, заявляя, что Буренн «сопоставляет привилегированных, царственных дам с портрета Аведона с теми, кого она считает настоящими дочерьми революции, такими как, скажем, Роза Паркс или Наоми Вульф». Дрейк Баер из Paste описал Generals как «воинственный, искренний, разочарованный пацифизм […] Бурхенн, вписанный в поп-обычаи».

## Список композиций
Все песни написаны Лорой Бурхенн, кроме указанных.
| №   | Название                  | Автор(ы)              | Длительность |
| --- | ------------------------- | --------------------- | ------------ |
| 1.  | «Karma Debt»              |                       | 3:11         |
| 2.  | «Wolf Mother»             |                       | 3:14         |
| 3.  | «Generals»                |                       | 3:43         |
| 4.  | «Radiator Sister»         |                       | 3:13         |
| 5.  | «Disaster»                | Burhenn, Ричард Свифт | 3:16         |
| 6.  | «Mightier Than The Sword» |                       | 5:08         |
| 7.  | «Body Of Work»            |                       | 3:00         |
| 8.  | «Disarm»                  |                       | 4:05         |
| 9.  | «Buffalo Flower»          |                       | 3:37         |
| 10. | «Greatest Revenge»        |                       | 4:20         |